# Lőrinczy Ervin
Lőrinczy Ervin, születési és 1940-ig használt nevén Landgraf Ervin, névváltozata: Lőrinczy-Landgraf Ervin (Budapest, Terézváros, 1898. október 4. – Budapest, 1983. július 24.) fogorvos, parodontológus, egyetemi tanár, az orvostudományok kandidátusa (1954).

## Élete
Landgraf Lőrinc János (1866–1945) fogorvos és Linsenmaier Mária Terézia (1858–1942) fiaként született. Apai ágon soproni evangélikus, anyai ágon bajor katolikus családból származott.
Középiskolai tanulmányait a Budapesti V. kerületi Magyar Királyi Állami Főgimnáziumban (1908–1916) végezte.
Az első világháborúban katonai frontszolgálatot teljesített 1916. május 29-től 1918 novemberéig. A harctéren 1918 szeptemberében megsebesült, 1918 novemberében mint tartalékos hadnagy szerelt le. 1919-ben a tanácsköztársaság idején ellenforradalmi magaviselete miatt letartóztatták.
A budapesti Pázmány Péter Tudományegyetemen 1922. március 4-én avatták orvosdoktorrá. 1922. április 1. és 1923. március 15. között a Berlini Egyetem fogászati intézetében, majd 1923. április 1-től augusztus 31-ig a budapesti Stomatológiai Klinikán működött, s nyert fogorvosi szakképesítést.
A Pázmány Péter Tudományegyetem Stomatológiai Klinikáján 1923. szeptember 1-től 1927. október 31-ig díjas gyakornok; 1927. november 1-től 1931. augusztus 31-ig fizetéstelen tanársegéd; 1931. szeptember 1-től 1936. augusztus 31-ig fizetéses tanársegéd; 1935. szeptember 1-től ismét fizetéstelen tanársegéd volt.
1939-ben a száj betegségei című tárgykörből magántanári képesítést szerzett.
1945 és 1949 között egyetemi adjunktus, 1949-ig egyetemi magántanár volt. 1947–1948 az Orvos-Egészségügyi Szakszervezet Fogorvos Szakcsoportjának elnöke, 1948–1949-ben főtitkára, 1949–50-ben a szakmai továbbképzést megszervező alelnöke volt. 1949 őszén megbízást kapott a tanrendelés megszervezésére és a fogorvosi továbbképzésre a társadalombiztositás intézeti hálózatában, majd 1951 júliusában az akkor létesült Fogorvosi Továbbképző Intézet főorvosa lett. 1963-tól mint az intézet egyik vezető főorvosa működött. 1964-ben megkapta a címzetes egyetemi tanári címet. 
1939-ben az Olasz Fogorvosok Egyesületének levelező tagjává, 1948-ban az Osztrák Fogorvosok Szövetségének és 1970-ben a Görög Odontosztomatológiai Társaság tiszteletbeli tagjává választották.
A budapesti Farkasréti temetőben helyezték nyugalomra.

### Családja
1922. május 6-án házasságot kötött Hozseczky Erzsébet Annával. 1926-ban elváltak. Második felesége Broschkó Emília Anna Klára volt, Broschkó Gusztáv Adolf evangélikus főesperes és Friedrich Anna leánya, akivel 1928. május 19-én Budapesten kötött házasságot.

## Művei
- A gingvitisek prognózisa s azok kezelésének újabb irányelvei. (Fogorvosi Szemle, 1927)
- Irányelvek a stomatitisek kezelésében. (Orvosképzés, 1930)
- A szájnyálkahártya gyulladásai. (Budapesti Orvosi Ujság, 1930)
- Die Paradentose als medizinisches Problem. (Monatsschrift Ungarischer Mediziner, 1931)
- A laboratóriumi vizsgálatok jelentősége a stomatológiában. (Fogorvosi Szemle, 1932)
- A szájnyálkahártya betegségei. Monográfia. 8 táblával. (Budapest, 1940)
- A nyelvbetegségek tüneteiről. (Máthé Dénes-emlékkönyv. Budapest, 1945)
- A stomatológia és a haematológia kapcsolatairól. (A stomatológia haladása. Budapest, 1946)
- A szájnyálkahártyatünetek értékelése. Sugár Lászlóval. (A Budapesti Bőrgyógyászati Klinika Kiadványai. I. kötet. Budapest, 1946)
- A mononucleosis infectiosa és a fusospirochaetás fertőzés. Bugyi Balázzsal. (Orvosok Lapja, 1946)
- Vizsgálatok a nyál chemizmusáról. Nádor Károllyal. (Orvosi Hetilap, 1946. 36.)
- A gangrénás fogak gyógyításának új szemlélete és kísérletes megoldása. Kandidátusi értekezés. (Budapest, 1954)
- A szájnyálkahártya erythemás és hurutos gyulladásának szerepe a leukoplakia keletkezésében. (Fogorvosi Szemle, 1956)
- A megtartó fogászat fejlődése hazai állami fogbetegellátásban. (Fogorvosi Szemle, 1957)
- Bacteriological, Radiological and Histological Control of Pulp and Rostcanal Treatment. (International Dental Journal, 1958)
- Pulpaerkrankungen. (Handbuch der Zahnheilkunde. München, 1960)
- Szövettani vizsgálatok eredményei heves fogbéllob ellátása után. Faludi Jenővel. (Fogorvosi Szemle, 1961)
- A megtartó – konzerváló – fogászat. (Gyakorló orvosi fogászat. Budapest, 1963)
- Pulpaerkrankungen. (Handlexikon der Zahnheilkunde. I–III. kötet. 3. átdolgozott kiadás. Stuttgart, 1967)
- Új megismerések a fogbél kór- és gyógytanában. Benyújtott doktori értekezés. (Budapest, 1969)